# دهستان قبله‌ای
دهستان قبله‌ای نام دهستانی در بخش مرکزی شهرستان دزفول، استان خوزستان در ایران است. براساس سرشماری مرکز آمار ایران در سال ۱۳۸۵، جمعیت آن ۲۵۱۰۸ نفر (۵۱۲۱ خانوار) بوده‌است.که مردم آن به زبان لریِ بختیاری تکلم می کنند.

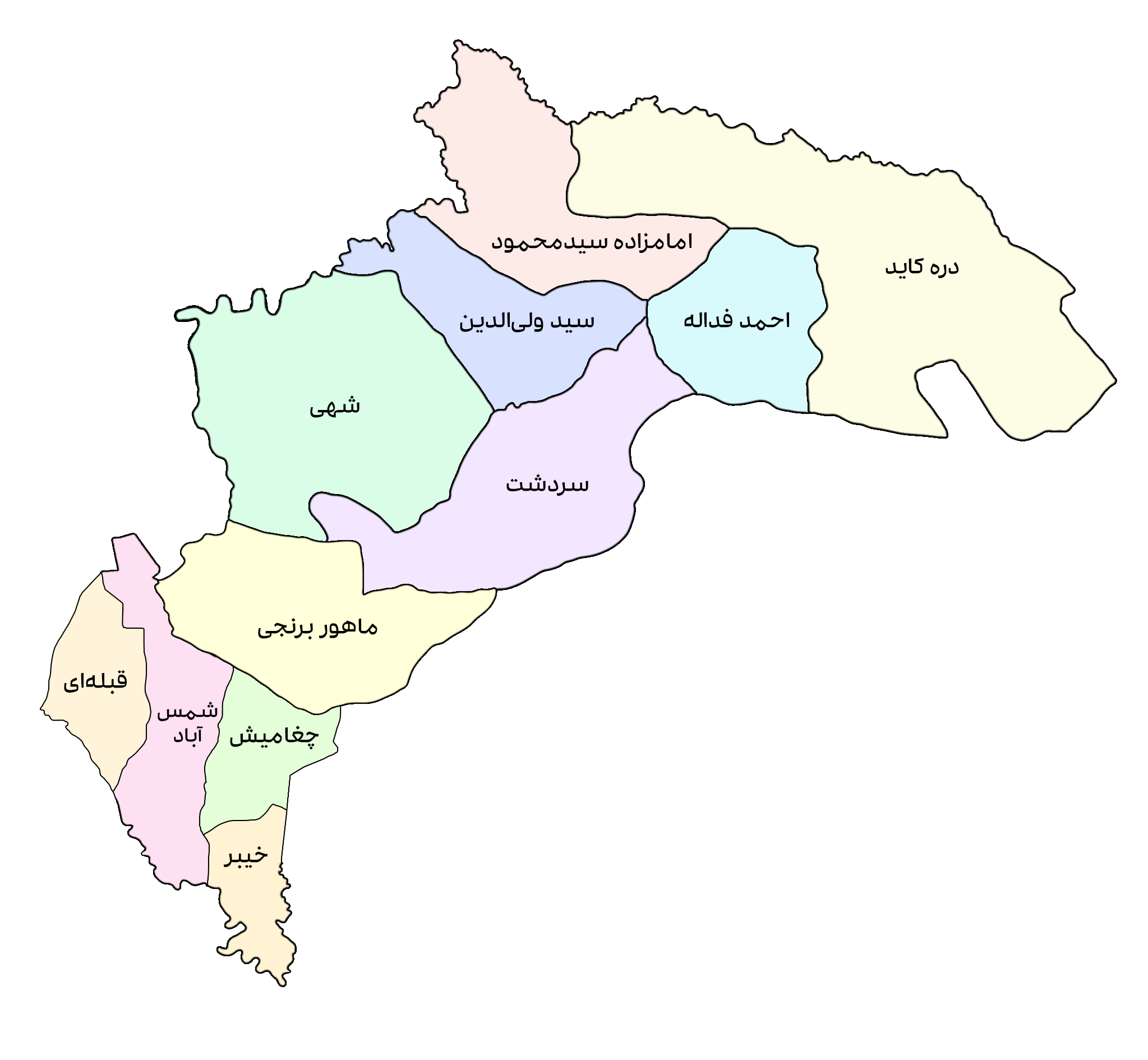
نقشه دهستان‌های شهرستان دزفول